# Belgische eenheid - nationaal
Belgische eenheid - nationaal (BEB-n) was een kleine belgicistische politieke partij. De naam stond voor Belgische eenheid - nationaal / Entente Belge - nationale / Belgische Einheit - national, met B.E.B. als eerste letters van de naam in de drie landstalen. De partij wilde de eenheid van België bewaren. Ze was ook een groot voorstander van de monarchie en was tegen een verdere federalisering van de Belgische staat.
De kleine partij had echter geen impact op het politieke landschap. Bij de provincieraadsverkiezingen van 2006 deed de partij enkel mee in Oost-Vlaanderen, en behaalde er slechts 413 stemmen (0,04% van het totaal).